# Округ Салин (Мисури)
Округ Салин (енгл. Saline County) је округ у америчкој савезној држави Мисури.

## Демографија
По попису из 2010. године број становника је 23.370, што је 386 (-1,6%) становника мање него 2000. године.
| Група             | 2000.          | 2010.          |
| Белци             | 20.923 (88,1%) | 19.441 (83,2%) |
| Афроамериканци    | 1.280 (5,4%)   | 1.235 (5,3%)   |
| Азијати           | 84 (0,4%)      | 124 (0,5%)     |
| Хиспаноамериканци | 1.050 (4,4%)   | 1.925 (8,2%)   |
| Укупно            | 23.756         | 23.370         |